# Munira Thabit
Munira Thabit, també coneguda com a Mounira Thabet (àrab: منيرة ثابت, Munīra Ṯābit) (Alexandria, 1902 – el Caire, 1967) fou una periodista i escriptora egípcia, coneguda per ser una de les primeres periodistes que demanaven igualtat per a dones i homes al seu país. Fou la primera dona a inscriure's a l'Escola Francesa de Dret del Caire i la primera a obtenir una licence en droit (el títol de grau francés per a Dret), la qual cosa l'habilità per exercir davant els tribunals mixts egipcis. Les traves per practicar l'advocacia pel seu gènere la impulsaren a fer-se escriptora.

## Primers anys
Munira Thabit nasqué al 1902 o possiblement al 1906 a Alexandria: sa mare era turcoegípcia i havia rebut educació; son un pare era empleat en el Ministeri de l'Interior. Els detalls de la seua vida són escassos: no va afegir anècdotes a les seues memòries per dirigir l'atenció als afers públics i polítics. Assistí a l'Escola Italiana del Caire, on aprengué anglés i italià, i després anà a una escola primària estatal. Després de rebre el diploma de la secundària al 1924, escrigué una carta oberta al parlament per condemnar la constitució d'Egipte de 1923, que no permetia a les dones participar en processos electorals ni ser-ne candidates. Al 1925 s'inscriu a l'Escola Francesa de Dret del Caire i rep la llicenciatura a París el 1933, amb què esdevé la primera advocada d'Egipte. Solament se li permeté presentar casos davant els tribunals mixts i es topà amb moltes traves per a la participació femenina, així que s'orientà cap al periodisme.

## Carrera

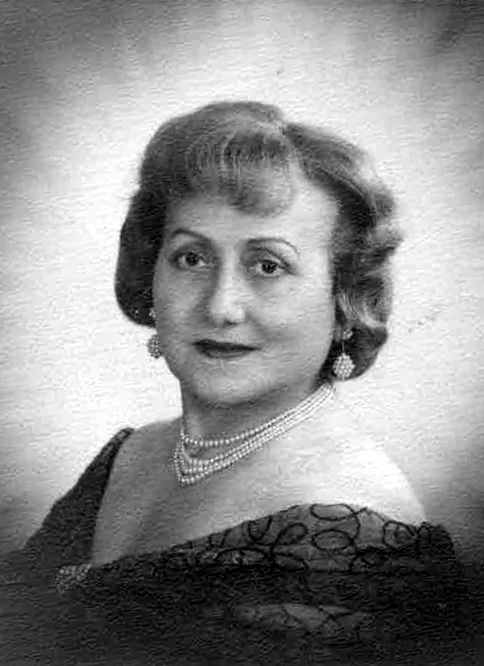
Fotografia de Munira Thabit adquirida pel Fòrum de les Dones i la Memòria d'Egipte

Entre 1923 i 1933, Thabit lluita per participar en la Unió Feminista Egípcia. Com que provenia d'una classe mitjana, les dones d'elit que dirigien l'organització l'hi impediren l'entrada. Thabit considerava que les dones mereixien la igualtat en totes les àrees de la societat: l'educació, el matrimoni i el treball, així com en la seua tria d'usar o no el vel islàmic. Thabit funda la revista en francès l'Espoir al 1925 i un any més tard, amb l'ajut del periodista Abd al-Qadir Hamza, inicia al-Amal, la primera publicació periòdica wafdista per a dones. Es casa amb Hamza, però el matrimoni aviat se separa i els dos mitjans tingueren impressions esporàdiques durant la seua tutela. Després escriu articles per a Al-Ahram per invitació d'Antun Jumayyil, activitat en què roman fins a la mort d'ell al 1948. Durant els seus estudis universitaris a França, Thabit assistí a una conferència internacional de periodisme a Colònia (Alemanya) com a representant d'Egipte, ja que se la considerava la màxima exponent del periodisme egipci en la seua època.
Quan Thabit es llicencià en Dret, la Unió Feminista la convidà, juntament amb altres acabades de graduar, a una festa en honor dels seus èxits i, per primera vegada, se li permet inserir alguns temes que eren importants per a ella en la seua agència dels drets de les dones. Hagué de reconéixer la construcció de l'elit sobre el rol social de les dones per tenir una mica d'influència en els seus programes o polítiques. Escrigué un article crític sobre el tractat angloegipci de 1936. Al 1938 participà en el Congrés de Dones Orientals al Caire, on va advocà per l'independentisme àrab. El 1939, per invitació d'Huda Sha'arawi, presidenta de la Unió Feminista, Thabit i Saiza Nabarawi assistiren a una conferència de l'Aliança Internacional de Dones a Copenhaguen. A Thabit li advertiren que no havia d'incloure cap referència a una agenda revolucionària ni parlar de drets polítics i l'encoratjaren a parlar de pacifisme i acceptació de l'ordre colonial existent. S'inspira en aquestes conferències per al seu llibre vermell de 1939 —en referència a un perill—, titulat La causa de Palestina, com a resposta al llibre blanc del Regne Unit i amb la finalitat de reptar l'imperialisme occidental.
Thabit no era pacifista; de fet, es burlà de la creació de l'Organització de les Nacions Unides. Desitjava que les dones egípcies abeuraren en la seua herència i recordaren que, en el passat, abans de l'occidentalització, les dones havien governat el país. Al 1946 escriu una sèrie d'articles per denunciar les negociacions entre Ernest Bevin, secretari exterior britànic i el primer ministre egipci, Isma'il Sidqi Pasha: aquests acordaren que els anglesos evacuarien Alexandria i el Caire però tornarien si hi havia cap agressió a les fronteres.[10][16] El mateix any, publica les seues memòries, Una revolució a la torre d'ivori: Les meues memòries de vint anys de lluita pels drets polítics de les dones, enfocades en els comentaris públics i polítics que feu en vida, per combatre l'opinió que les dones eren incapaces de fer anàlisis serioses i que se centraven en històries ximples.
Durant la seua carrera, Thabit ajudà per fundar el Sindicat de Periodistes d'Egipte. En la dècada de 1950, pressionà el Ministeri d'Educació perquè eliminara les restriccions que feien que les dones casades hagueren de renunciar a les seues ocupacions com a professores o mestres. A més, fou voluntària civil de defensa durant la Guerra del Sinaí de 1956 i a l'any següent es presentà infructuosament a un càrrec al Parlament d'Egipte. El 1960 tancà al-Amal quan el president Nasser decretà que tota la premsa havia d'afiliar-se al Sindicat Nacional i nacionalitzar-se sota el control del govern. En aquest moment, Thabit ja estava perdent la vista i hagué de viatjar a l'estranger per operar-se. Va morir al Caire, al setembre de 1967.

## Obra seleccionada
- Thabit, Munira. قضية فلسطين : رأي المرأة المصرية في الكتاب الأبيض الإنجليزي (Qadíyat Filistín: ray al-mara al-misriyya fi-l-kitab al-àbyad al-injlizí) (en àrab).  El Caire: رابطة التضامن الأدبي, 1939. OCLC 4770419694.
- Thabit, Munira. ثورة في البرج العاجي : مذكراتي في عشرين عاما عن حقوق المرأة السياسية (Thawra fi-l-birj al-ají: mudhakkirati fi-ixrín am an huquq al-mara as-siyassiyya) (en àrab).  El Caire: دار المعارف, 1946. OCLC 4770048838.